# Phaneroptera
Genre
Phaneroptera (les phanéroptères) est un genre d'orthoptères de la famille de Tettigoniidae.

## Distribution
Les espèces de ce genre se rencontrent sur tous les continents.

## Liste des espèces
Selon Orthoptera Species File (28 mars 2010) :
- Phaneroptera acaciae Chopard, 1954
- Phaneroptera adusta (Haan, 1842)
- Phaneroptera albida Walker, 1869
- Phaneroptera amplectens (Sjöstedt, 1901)
- Phaneroptera bivittata Bei-Bienko, 1954
- Phaneroptera brevis (Serville, 1838)
- Phaneroptera celebica (Haan, 1842)
- Phaneroptera cleomis Ayal, Broza & Pener, 1974
- Phaneroptera cretacea Uvarov, 1929
- Phaneroptera curvata (Willemse, 1942)
- Phaneroptera darevskii Bei-Bienko, 1966
- Phaneroptera dentata (Willemse, 1942)
- Phaneroptera falcata (Poda, 1761) - le Phanéroptère commun
- Phaneroptera fragilis Ragge, 1960
- Phaneroptera furcifera Stål, 1861
- Phaneroptera gracilis Burmeister, 1838
- Phaneroptera guineana Steinmann, 1966
- Phaneroptera hackeri Harz, 1988
- Phaneroptera hordeifolia (Haan, 1842)
- Phaneroptera jordanica Steinmann, 1966
- Phaneroptera longicauda (Willemse, 1942)
- Phaneroptera longispina Ragge, 1956
- Phaneroptera maculosa Ragge, 1956
- Phaneroptera magna Ragge, 1956
- Phaneroptera minima Brunner von Wattenwyl, 1878
- Phaneroptera myllocerca Ragge, 1956
- Phaneroptera nana Fieber, 1853 - le Phanéroptère méridional
- Phaneroptera neglecta (Karny, 1926)
- Phaneroptera nigroantennata Brunner von Wattenwyl, 1878
- Phaneroptera nigropunctata Chopard, 1955
- Phaneroptera okinawensis Ichikawa, 2001
- Phaneroptera parva Ragge, 1956
- Phaneroptera phantasma Steinmann, 1966
- Phaneroptera quadrivittata Piza, 1967
- Phaneroptera rintjana Bei-Bienko, 1966
- Phaneroptera rubescens Stål, 1861
- Phaneroptera sparsa Stål, 1857
- Phaneroptera spinifera (Willemse, 1953)
- Phaneroptera trigonia Ragge, 1957

## Référence
- Serville, 1831 : Quatrième famille. Sprectres, Spectra. Revue Méthodique des insectes de l'ordre des Orthoptères. Annales des Sciences Naturelles, vol. 22, p. 134-162.